# Complemento no argumentativo
La función complemento no argumentativo es una función puramente sintáctica, o más concretamente, oracional. Los complementos son constituyentes de la oración que están directamente relacionados con el verbo, de ahí que en el nivel del sintagma, SV, también podamos considerarlos como adyacentes del núcleo verbal.
Recordemos que se pueden dividir los complementos en dos grupos: los que son exigidos por las características léxicas del verbo (no prescindibles) y los que no son exigidos por el verbo (y, por tanto, prescindibles).
Entre los primeros encontramos el complemento directo (CD), el indirecto (CI), el complemento de régimen verbal (CRV) y el complemento predicativo (Pred). Entre los segundos, el complemento circunstancial (CC).
- Datos: Q5780026